# Madallah Al-Olayan
Madallah Al-Olayan (en árabe: مدالله العليان‎; La Meca, 25 de agosto de 1994) es un futbolista saudí que juega en la demarcación de lateral derecho para el Al-Ettifaq FC de la Liga Profesional Saudí.

## Selección nacional
Hizo su debut con la selección de fútbol de Arabia Saudita el 21 de marzo de 2019 en un encuentro amistoso contra Emiratos Árabes Unidos que finalizó con un resultado de 2-1 a favor del combinado emiratí tras el gol de Abdulfattah Adam para Arabia Saudita, y de Bandar Al-Ahbabi y Ali Mabkhout para Emiratos Árabes Unidos.

## Clubes
| Club                   | País           | Año       | Partidos | Goles |
| ---------------------- | -------------- | --------- | -------- | ----- |
| Al Taawoun FC          | Arabia Saudita | 2012-2020 | 109      | 3     |
| Al Hilal SFC           | Arabia Saudita | 2020-2022 | 35       | 1     |
| Al-Ittihad Jeddah Club | Arabia Saudita | 2022-2024 | 70       | 0     |
| Al-Ettifaq FC          | Arabia Saudita | 2024-     | 25       | 0     |